# إقبال الأسعد
إقبال الأسعد هي أصغر طبيبة في العالم. التحقت بكلية «وايل كرونيل» لدراسة الطب بقطر قبل أن يتجاوز عمرها الـ 13 عامًا، تمكنت من اختصار صفوف دراستها السابقة في سهل البقاع بتفوق مكنها من أن تنال عن جدارة لقب الطبيبة الأولى عالميا من حيث السن. دخلت موسوعة غينيس للأرقام القياسية، بعد تخرجها من كلية الطب، لتحصد بذلك رقما قياسيا عالميا ثانيا بعد نيلها لقب أصغر طالبة جامعية، عندما كانت في الثالثة عشرة من عمرها.

## حياتها
ولدت إقبال محمود الأسعد بالثاني من فبراير/شباط 1993 من أب فلسطيني وأم لبنانية وتعود في أصولها لقرية مغار الخيط في صفد، لجأت عائلتها في وقت النكبة إلى منطقة البقاع في لبنان، حيث عمل جدها وأولاده في الزراعة.

## دراستها
أنهيت مرحلة الروضة في عام واحد فقط، واختصرت صفوف الابتدائي الستة بثلاث سنوات، في حين أنهيت المراحل الإعدادية بعامين فقط، ثم الثانوي بتفوق. حصلت على منحة الشيخة موزة، حرم أمير دولة قطر، وتقول:
| إقبال الأسعد | غمرتني السعادة في ذلك اليوم، استدعاني وزير التربية يومها خالد قباني لإبلاغي بالنبأ السعيد، كنت فرحة للغاية لعلمي بسمعة الكلية وكذا لكوني حصلت على منحة شاملة مع جميع المصاريف عام 2006 | إقبال الأسعد |

تنوي إقبال التخصص في طب الأطفال، ولذلك ستتجه في يونيو /حزيران المقبل إلى «كليفلاند كلينيك» في ولاية أوهايو الأميركية، حيث قبلت هناك للعمل والدراسة بصفة طبيبة مقيمة.

## تكريم
- بعد الحصول على الشهادة الثانوية، دعاها وزير التربية آنذاك خالد قباني، وكرمها ووعدها بتأمين منحة دراسية، وحصلت على منحة من الشيخة موزة، ودرست في قطر الطب العام.[7]
- كرم الرئيس اللبناني ميشال سليمان إقبال بجائزة تقديرية.[8]